# Волобуев, Григорий Владимирович
Григо́рий Влади́мирович Волобу́ев (род. 22 мая 1952, Белгород-Днестровский) — российский кларнетист, солист Мариинского театра.

## Биография
Ученик Павла Суханова, в его классе окончил музыкальную школу при Ленинградской консерватории (1970), Ленинградскую консерваторию (1975) и аспирантуру Ленинградской консерватории (1983).
В 1973—1978 — солист Ленинградского оркестра старинной и современной музыки.
В 1978—1996 солист оркестра Ленинградского театра оперы и балета им. Кирова (ныне Мариинский театр). В 1996—2000 годах жил в Греции, где работал в камерном оркестре «Моцартеум» и преподавал в Афинской консерватории. 
В 1980-1990 преподаватель музыкальной школы-десятилетки при Ленинградской консерватории.